# Hadrorhyparus pecki
Hadrorhyparus pecki är en skalbaggsart som beskrevs av Henry Fuller Howden 1995. Hadrorhyparus pecki ingår i släktet Hadrorhyparus och familjen Aphodiidae. Inga underarter finns listade i Catalogue of Life.